# Jordaniens damlandslag i volleyboll
Jordaniens damlandslag i volleyboll representerar Jordanien i volleyboll på damsidan. Laget deltog i det asiatiska kvalet till VM 2006. De kom femma i grupp A och lyckades inte nå VM. Laget kom tvåa i WAVA-mästerskapen 2022.